# Ellbogner Spitze
Die Ellbogner Spitze (auch Ellbognerspitze) ist ein 2552 m ü. A. hoher Berg in der Peischelgruppe der Allgäuer Alpen. In der Peischelgruppe ist sie der höchste und westlichste Gipfel. Die Klotzemannscharte trennt die Ellbogner Spitze von ihrem nordöstlich gelegenen Nachbargipfel, der Peischelspitze.

## Besteigung
Die Ellbogner Spitze kann auf einem markierten Steig über die Südflanke aus Oberellenbogen in ca. 4 Stunden bestiegen werden. Der Weg führt zunächst über eine Forststraße und später auf einem Steig durch steiles bewaldetes Gelände auf die Sattelebene. Von dort geht es zum felsigen Gipfelaufbau, der ohne nennenswerte Kletterschwierigkeiten überwunden wird.